# Moriz Benedikt (neurolog)
Moriz Benedikt, född 4 juli 1835 i Eisenstadt, död 14 april 1920 i Wien, var en tysk läkare.
Benedikt blev professor i nervpatologi och elektroterapi vid Wiens universitet. Han grundlade, tillsammans med Cesare Lombroso, kriminalantropologin. Bland hans främsta arbeten märks Elektrotherapie (1868, andra upplagan 1874–76), Anatomische Studien av Verbrecher-Gehirnen (1879) samt Zur Psychophysik der Moral (1875).